# 莱博德城堡

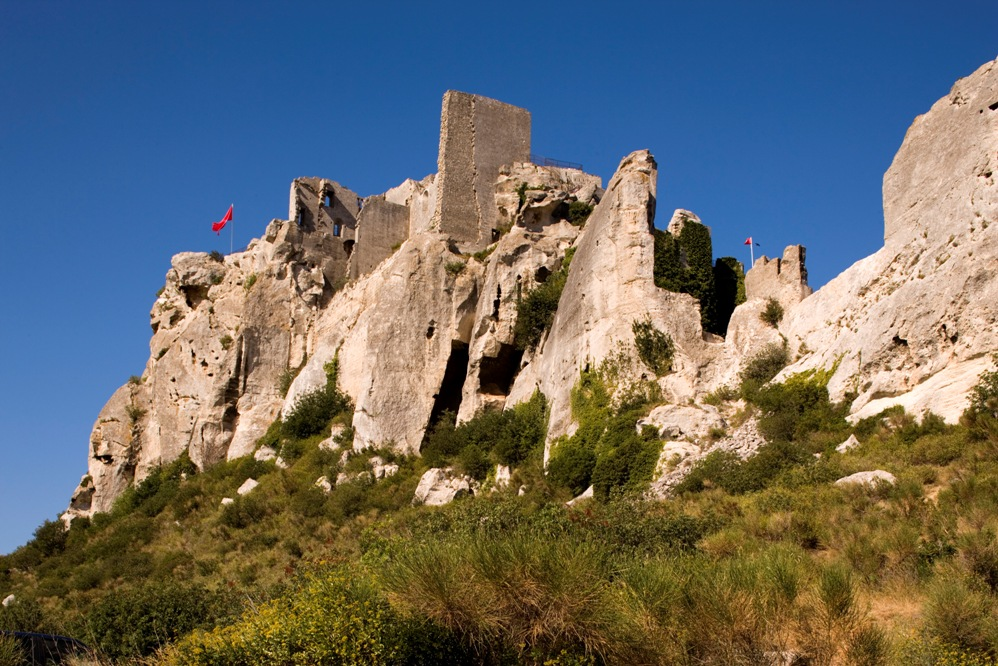
莱博德城堡

莱博德城堡（Château des Baux）是法国南部普罗旺斯-阿尔卑斯-蓝色海岸大区罗讷河口省村庄普罗旺斯地区莱博的一座10世纪城堡。城堡和小镇由莱博德领主统治了五百年，经历了蹂躏普罗旺斯的不断冲突。
在受法国国王控制之前，是城堡的黄金时代。从16世纪起，家族争斗和宗教战争导致该镇的衰落，最终在1633年路易十三下令拆除城堡。现在，来到莱博德城堡的游客能看到巨大的攻城机械，包括欧洲最大的投石机，四月和九月之间每天发威数次。

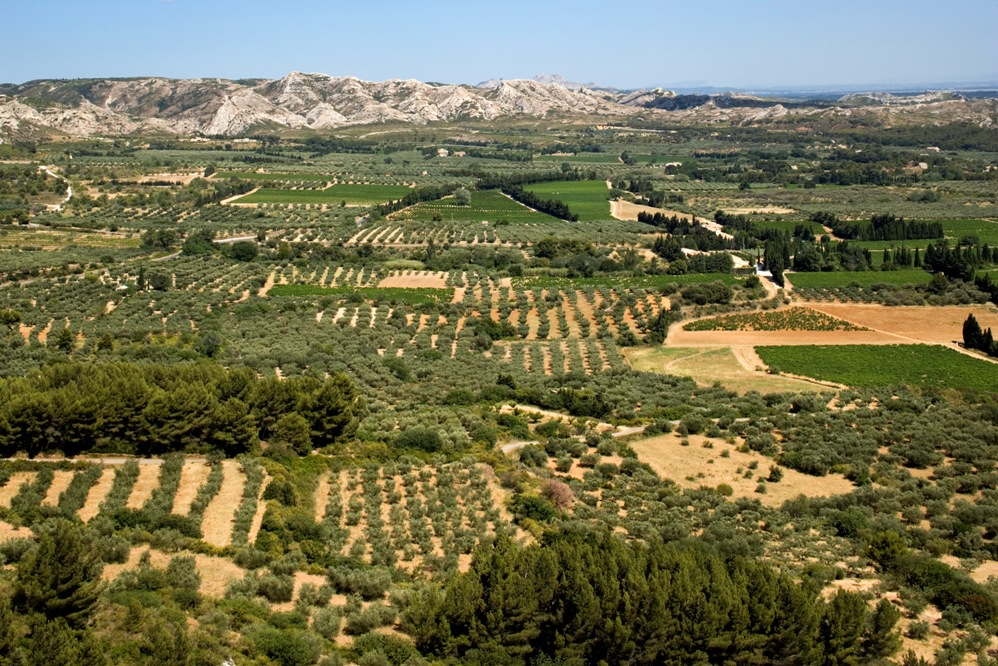
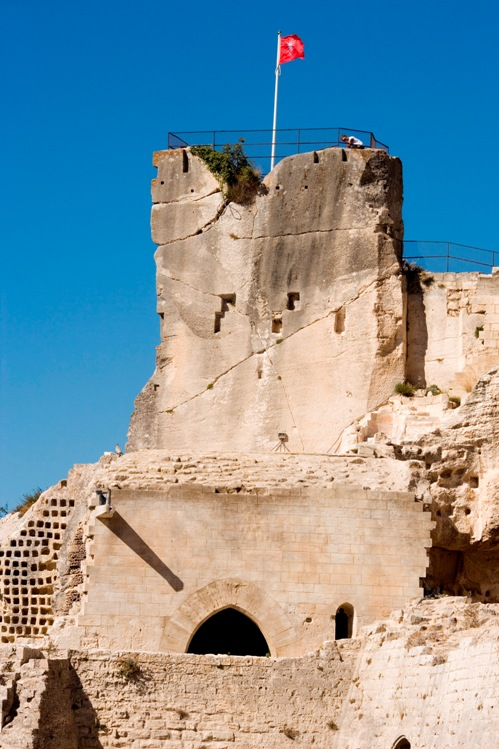
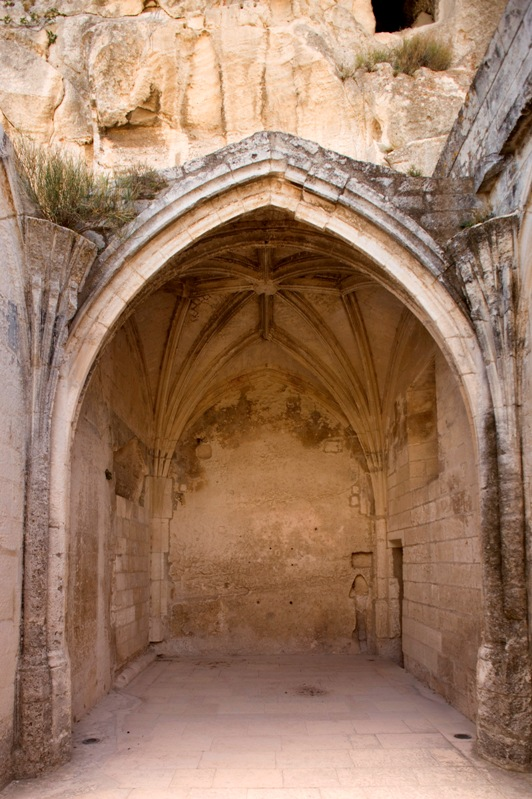
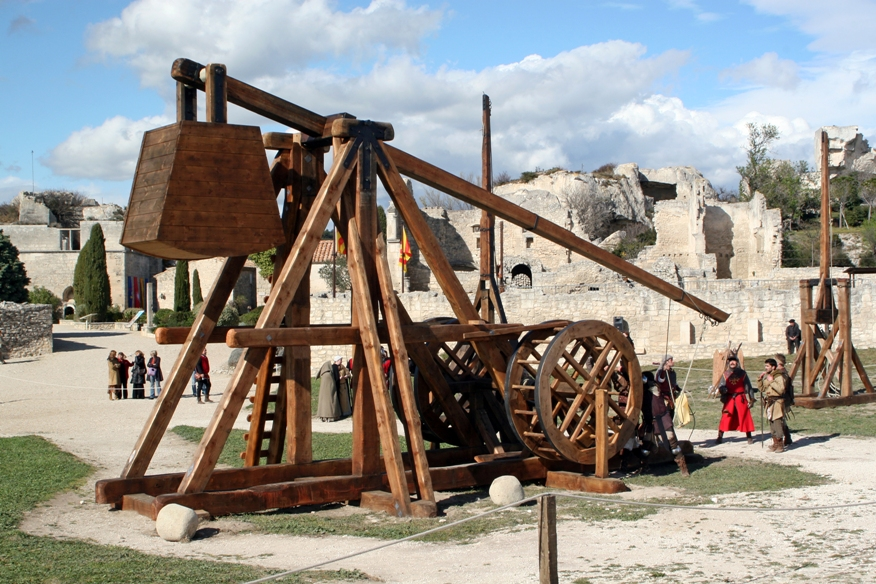